# Шимкуль
Шимкуль — озеро в России, располагается в 0,6 км юго-западнее деревни Челны на территории Камско-Устьинского района Республики Татарстан. В 2000 году озеро получило статус резервного земельного участка под особо охраняемые природные территории.
Представляет собой водоём карстового происхождения, находящийся на водоразделе рек Сухая Улема и Карамалка. Озеро имеет сложную форму, длиной 0,76 км и максимальной шириной 0,14 км. Площадь водной поверхности озера составляет 5,4 га. Наибольшая глубина достигает примерно 3 м, средняя глубина равняется примерно 1 м. Уровень уреза воды находится на высоте 175 м над уровнем моря.